# Viersternegeneral
Unter Viersternegeneral versteht man im allgemeinen Sprachgebrauch den höchsten Offiziersdienstgrad der Dienstgradgruppe der Generale, der in der Regel dem NATO-Rangcode OF-9 entspricht. In einigen Streitkräften lautet seine Anrede einfach nur General, ohne jeglichen Zusatz. In einigen weiteren (auch früheren) Streitkräften werden vergleichbare Dienstgrade auch als Armeegeneral, Generaloberst oder ähnlich bezeichnet.

## Begriffsbildung

General der US Army

Der Begriff Vier-Sterne-General entstand aus dem Dienstgradabzeichen des Generals der Streitkräfte der Vereinigten Staaten, welches vier silberne, fünfzackige Sterne zeigt. Mit Ausnahme der Armeen Frankreichs und des Vereinigten Königreichs haben sich inzwischen alle anderen NATO-Armeen diesem System angepasst, wobei die äußere Gestaltung der Dienstgradsymbole jedoch voneinander abweicht.

## Beispiele und Besonderheiten
In der Vergangenheit bzw. in Armeen, die nicht der NATO angehören, bestanden oder bestehen auch andere Rangsysteme. Das liegt einerseits daran, dass es den Rang eines Brigadegenerals nicht in jeder Armee gibt (oder wie der Brigadier der britischen Streitkräfte überhaupt nicht zur Generalität gezählt wird), andererseits können die untersten Generalsränge statt mit einem Stern auch mit deren zwei (z. B. in Frankreich) oder ganz ohne Stern beginnen (z. B. früher in der deutschen Wehrmacht). Aus diesem Grund haben die Streitkräfte der NATO-Mitgliedsstaaten zur besseren Vergleichbarkeit ein Code-System der Dienstgrade vereinbart: Den Vier-Sterne-Generälen der meisten Mitgliedsstaaten ist der Code OF-9 zugewiesen.

### Deutschland
In der Wehrmacht entsprach der Rang eines Generalobersten dem heutigen Vier-Sterne-General. Der Generaloberst trug jedoch nur drei Sterne, da der niedrigste Generalsrang (damals Generalmajor) nur Generalschulterstücke ohne Stern trug – wie es auch in allen anderen Dienstgradstufen der Wehrmacht der Fall war.
In der Bundeswehr trägt ein General vier goldene, vierzackige Sterne über einem gleichfarbigen Eichenlaubkranz.

### Russland
In den Streitkräften der Russischen Föderation ist der Armeegeneral (russisch генера́л а́рмии) der dem Rang eines Vier-Sterne-Generals entsprechende Dienstgrad. Jene Bezeichnung wurde im Jahre 1991 aus den Streitkräften der Sowjetunion übernommen.

### Frankreich
Der höchste Generalsrang in Frankreich ist der Général d’armée (fünf Sterne), welcher dem heutigen deutschen Dienstgrad General (vier Sterne) entspricht. Den Rang eines Sechs-Sterne-Generals gibt es in der französischen Armee nicht, der Militärgouverneur der Hauptstadt Paris trägt allerdings einen sechsten Stern. Dies ist jedoch kein Rang, sondern eine Dienststellung. Sie war 1918 auf speziellen Wunsch des französischen Général d’armée Foch wieder eingeführt worden, um seinen Vorrang als Oberkommandierender der alliierten Truppen an der Westfront gegenüber dem US-General Pershing und dem britischen Feldmarschall Haig herauszustellen.
Der Maréchal de France trägt sieben Sterne (im Sechseck angeordnet), es handelt sich hierbei jedoch nicht um einen militärischen Rang, sondern lediglich um eine ehrenvolle Ernennung. Auch der vergleichbare  Admiral de France trägt sieben Sterne.

### Vereinigten Staaten
Die Vereinigten Staaten haben in der US Army, der US Air Force und im United States Marine Corps den Rang General (OF-9)
Als Fünf-Sterne-General (OF-10) kann in der United States Army ein General of the Army ernannt werden. Dieser militärische Rang entspricht dem eines europäischen Marschalls. In der US Air Force ist der entsprechende Rang General of the Air Force.